# Oktogon
A geometriai jelentést lásd itt: Nyolcszög
Az Oktogon Budapest VI. kerületében, a Nagykörút és az Andrássy út kereszteződésében található nyolcszögletű tér, határai: Andrássy út 46. és 49., Teréz körút 69. és 72. egyben az M1-es metróvonal egyik megállója. A tér alatt található a metróállomás, de megáll itt a 4-es és a 6-os villamos, a nappali 105-ös busz, valamint az éjszakai 923-as, 934-es, 979-es és 979A járat is.
Az oktogon szó ógörög eredetű, jelentése nyolcszög.

## Története
1872-ig, a Sugár út kiépítéséig mély gödör állt a helyén, ekkor töltötték fel. A Belvárost és a Városligetet összekötő új útvonal létrehozását Kossuth Lajos javasolta 1841-ben. A megvalósítására azonban csak a kiegyezés után kerülhetett sor. 1868. május 19-én a Magyar Tudományos Akadémián (MTA) tartott értekezleten gróf Andrássy Gyula miniszterelnök ismertette Budapest átalakításának tervezetét. A megvalósítását az újonnan létrehozott Fővárosi Közmunkák Tanácsa irányította. 1870-ben döntötték el, hogy merre vezessen az új sugárút.
1871-től megindult az útvonalba eső telkek megvétele, a szükséges bontások és földmunkák. 1872/1873-ban Szkalnitzky Antal és ifjabb Pán József mérnökök tervezése és művezetése mellett kezdték meg az építkezést. 1873-ban az akkori nagy gazdasági válság megakasztotta az építkezés lendületét, sőt 1876-ban a sugárúti házak épületeinek befektető partnerei visszaléptek. Ezért a főváros a telkeket eladta, azzal a feltétellel, hogy azokat 1884-ig be kell építeni.
A Sugárutat, amely – bár méretei szerényebbek voltak – a párizsi sugárutak mintájára készült, 1877 októberében adták át a fővárosnak.
A Sugárút beburkolása annak egész hosszában ma [augusztus 23-án] befejeztetett. A burkolatnak még Szt. István ünnepe előtt kellett volna elkészülnie. (…) A Sugárút mellékutczáiban fekvő s a főv. [fővárosi] közmunkatanács tulajdonát képező ingatlanságok előtt a járda elkészítése a következő utczákban rendeltetett el, u. m. [úgymint] a Rózsa, Szív, Révay és Dobó utczákban, s ezeknél a munkálatok néhány nap alatt meg fognak kezdetni, az Izabella és Vörösmarty utczákban, minthogy ott a feltöltés még egészen nem eszközöltetett, a járda lerakása később fog foganatba vétetni.
A Sugárút két végpontja közötti tervezett bérházak építése előtt, már 1875-re elkészült az Octogonnak vagy Nyolcszögtérnek nevezett reprezentatív tér, ahogy arról a Vasárnapi Ujság 1875. évi május 2-i cikke mulatságos stílusban (és május 30-i számában közölt képpel kísérve) beszámolt: „A forgalom jövő őszre ugyan hihetőleg meg fog már indulni ez útvonal egész hosszában, de bele telik még egy darab idő, míg két oldalt teljes lesz a házak szegélye. Az az egy-két házcsoport, mely az oktogon-téren és szomszédságában a még beépítetlen telkek mellett magasan nyúl az égnek, olyan mint az anyatejtől elválasztott kisded parányi szájában jelentkező néhány korai fog. De eljő az idő is mikor majd teljes fogsort fog fölmutatni a sugárut állkapcsa”.
Az Octogon tér tereprendezését 1872-ben végezték, s az 1872 és 1875 közötti években épült fel a teret övező négy, háromemeletes, eklektikus SÉV (Sugárúti Építő Vállalat)-bérház Szkalnitzky Antal és ifjabb Pán József tervei alapján, földszintjükön üzlethelyiségekkel: 
- nyugaton (Andrássy út 48. – Oktogon 1. – Teréz körút 16.) a Nicoletti majd Savoy kávéház és cukrászat;[3]
- délen (Teréz körút 14. – Oktogon 2. – Andrássy út 49.) az Abbázia kávéház;[4]
- keleten (Andrássy út 51. – Oktogon 3. – Teréz körút 15.) a Menton kávéház;[5]
- északon (Teréz körút 17. – Oktogon 4. – Andrássy út 50.) Deményi és Angyal varrógép- és kerékpárboltja és a Cseléd Intézet (cselédközvetítő).[6]

A 19. században a tér neve Nyolcszög tér volt, az 1920-as évektől azonban már Oktogonnak hívták. 1936-ban a fasisztabarát városvezetés a Mussolini nevet adta a térnek, 1945-től újra Oktogon, 1950-től a kommunista városvezetés November 7. térre keresztelte át, amelynek a köznyelvben Novhét tér volt az elnevezése. 1990 óta ismét Oktogon a tér neve.
1927–1949 között innen indultak a távolsági autóbusz járatok.

## A tér a filmekben, irodalomban
- A tér számos alkalommal felbukkan Kondor Vilmos magyar író bűnügyi regényeiben, köztük a Budapest noir és a Budapest romokban című kötetekben; utóbbiban a tér egyik sarka közelében történik az a merénylet, amelynek felderítése a teljes regény legfontosabb vezérmotívuma.

## Galéria

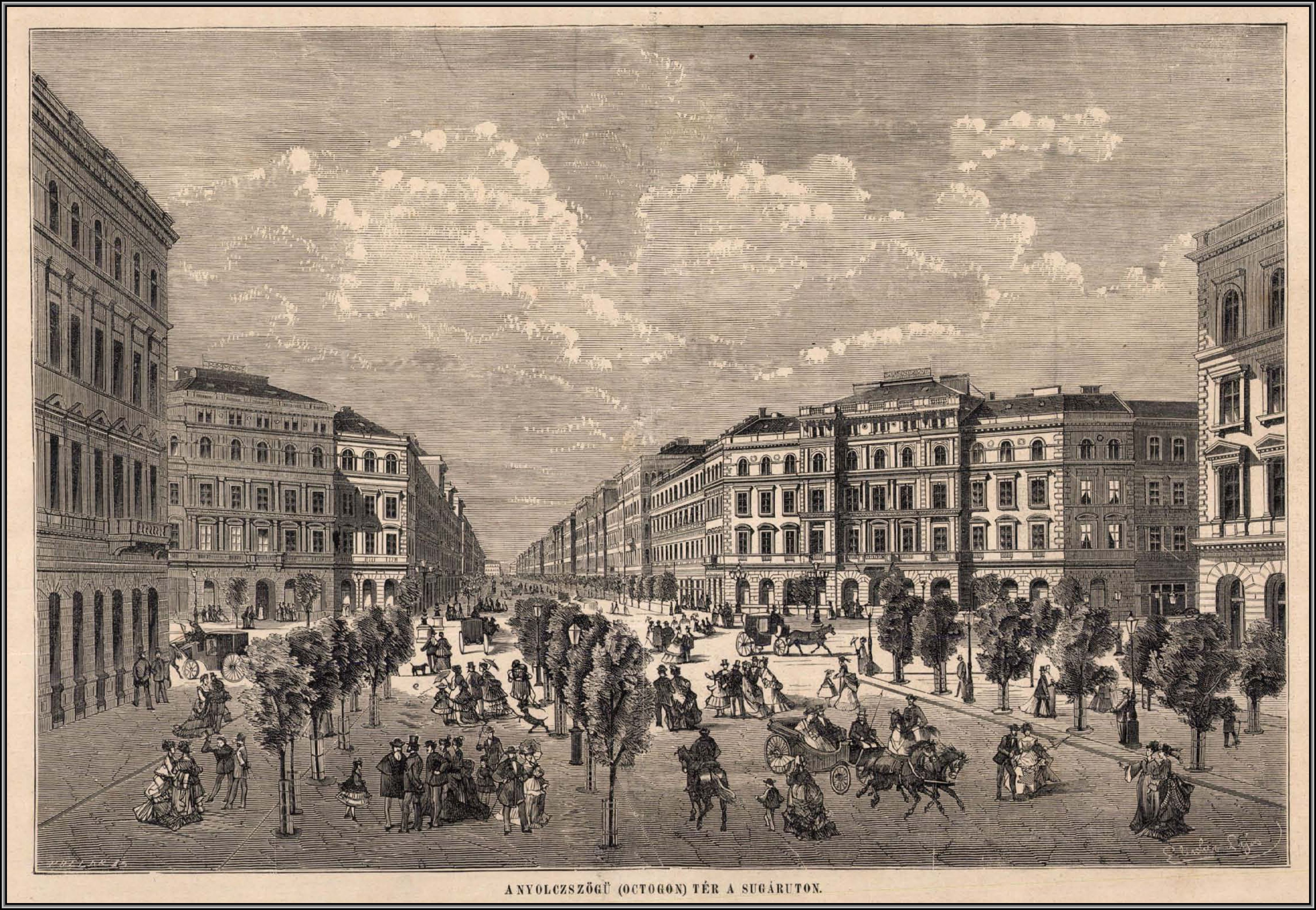
A Nyolcszögű (Octogon) tér a Sugárúton 1875-ben
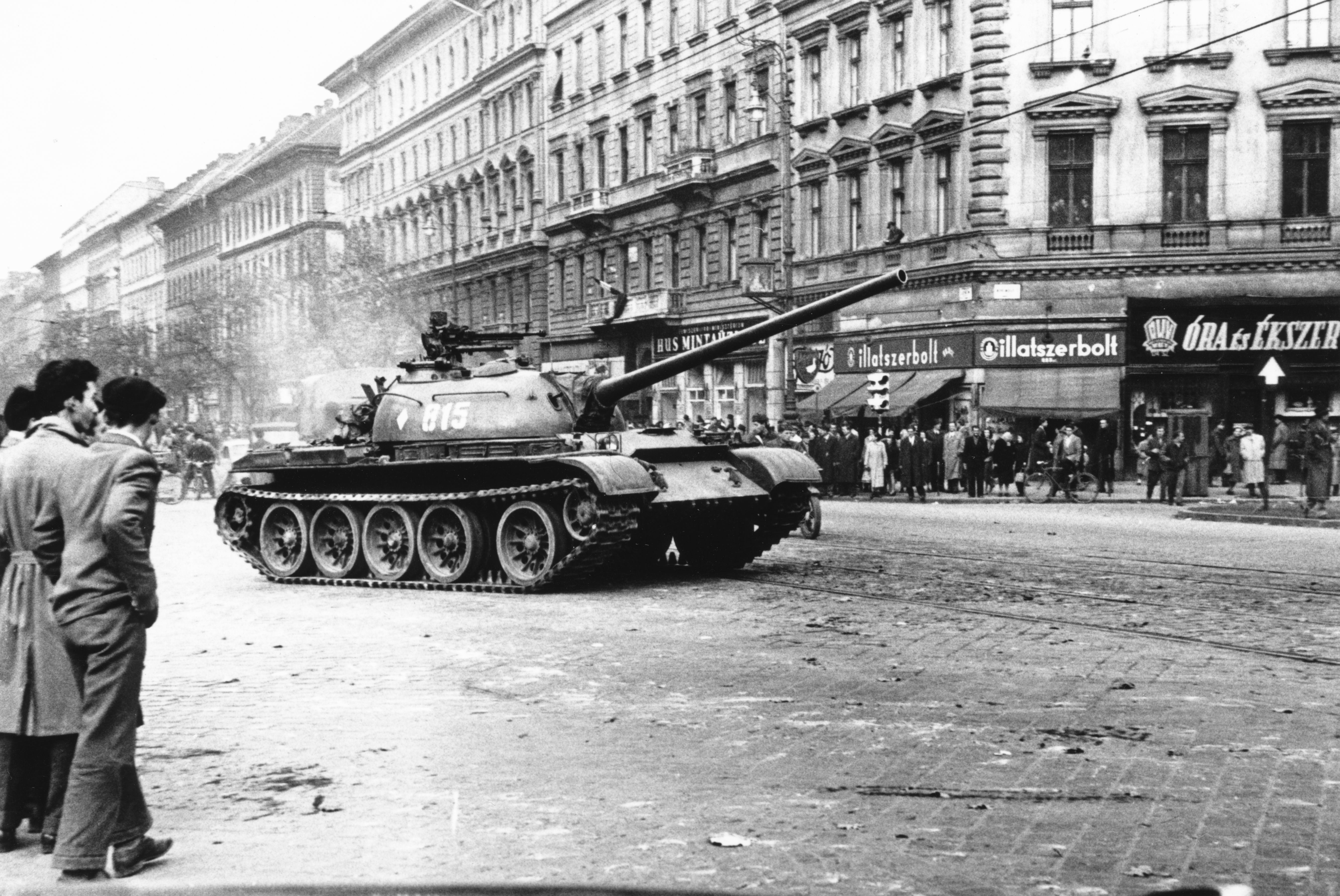
T-54-es az Oktogonon 1956. október 31-én
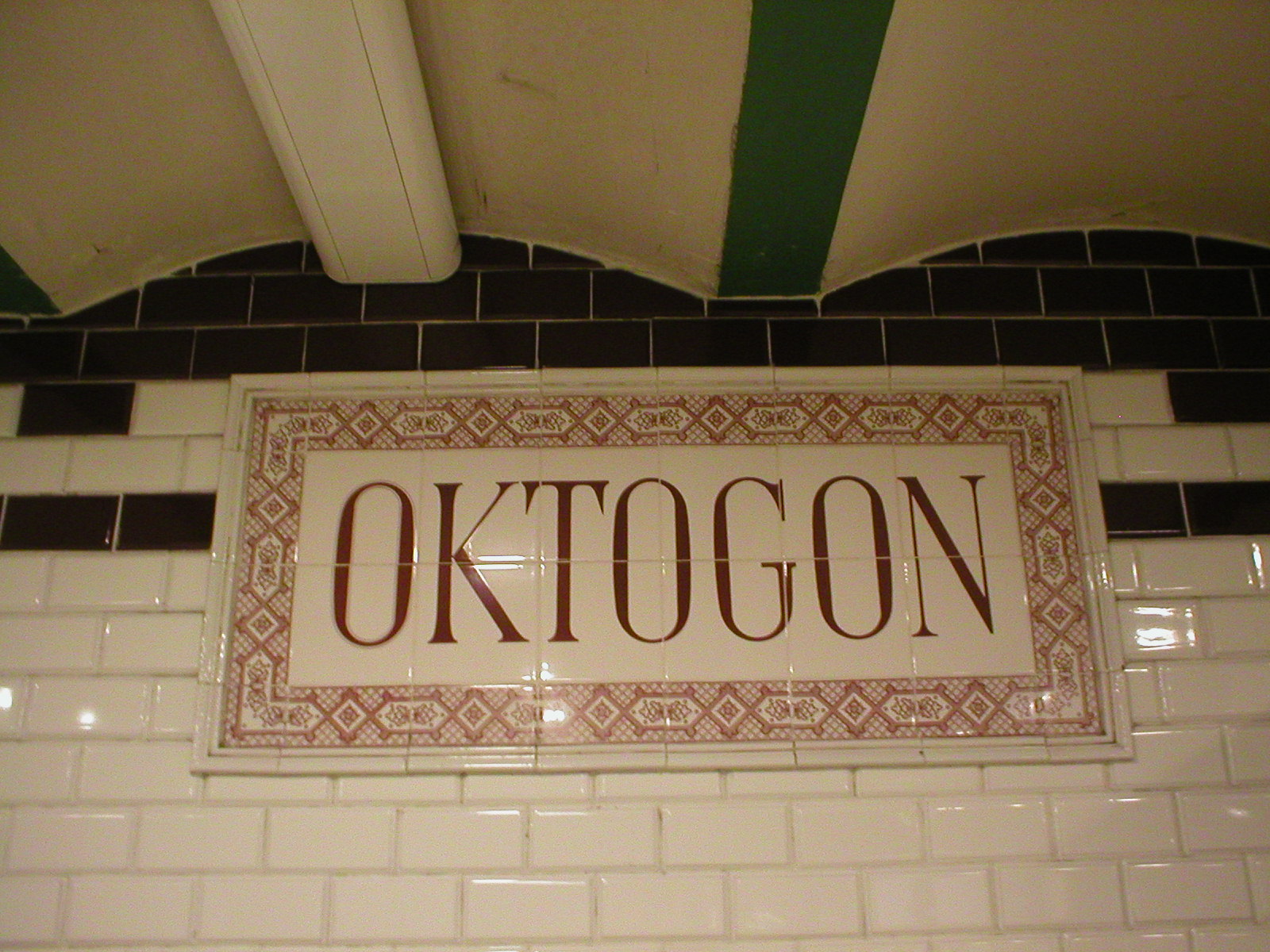
A kisföldalatti „Oktogon” állomásának névfelirata
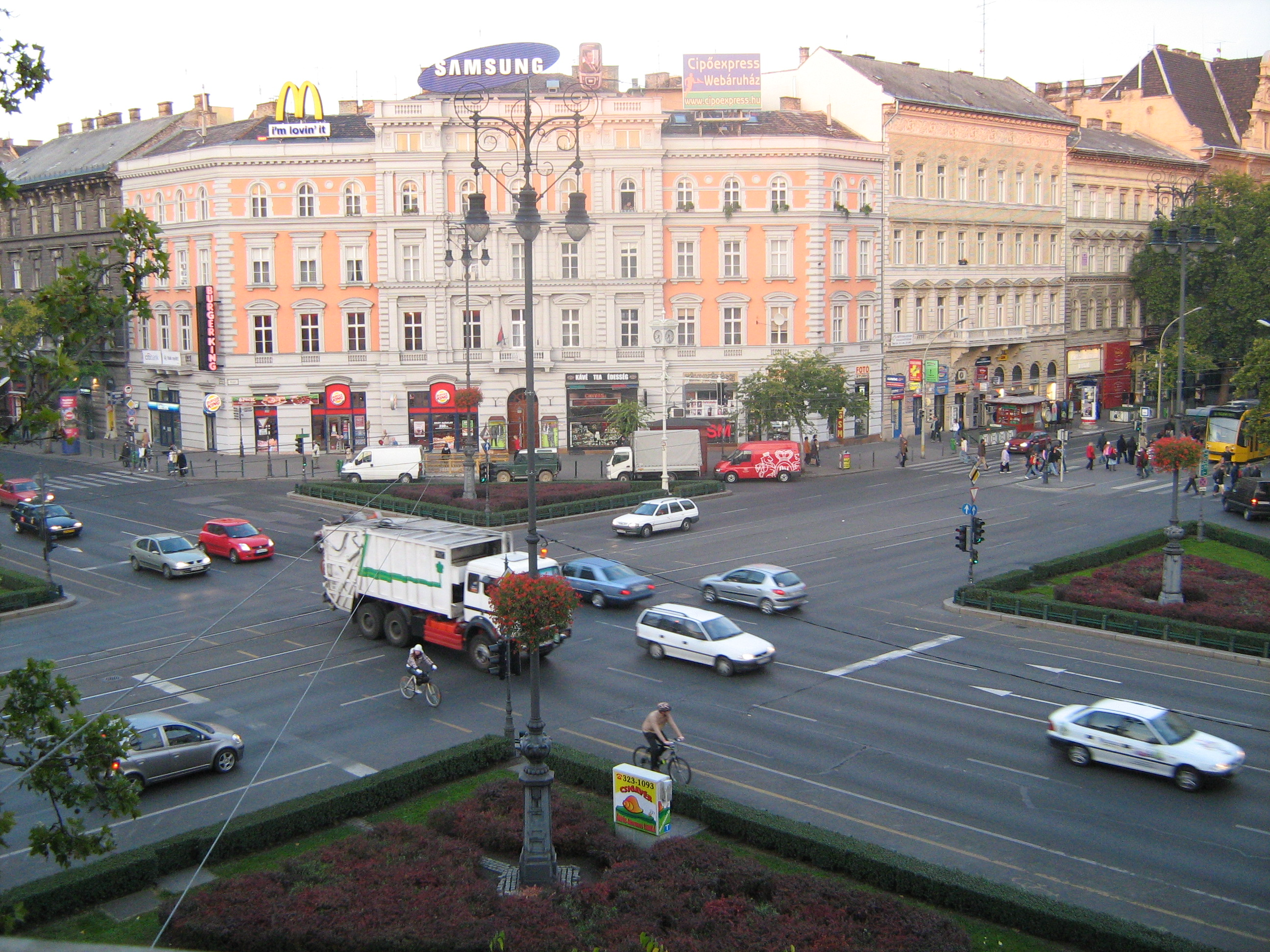
Az Oktogon 2008-ban
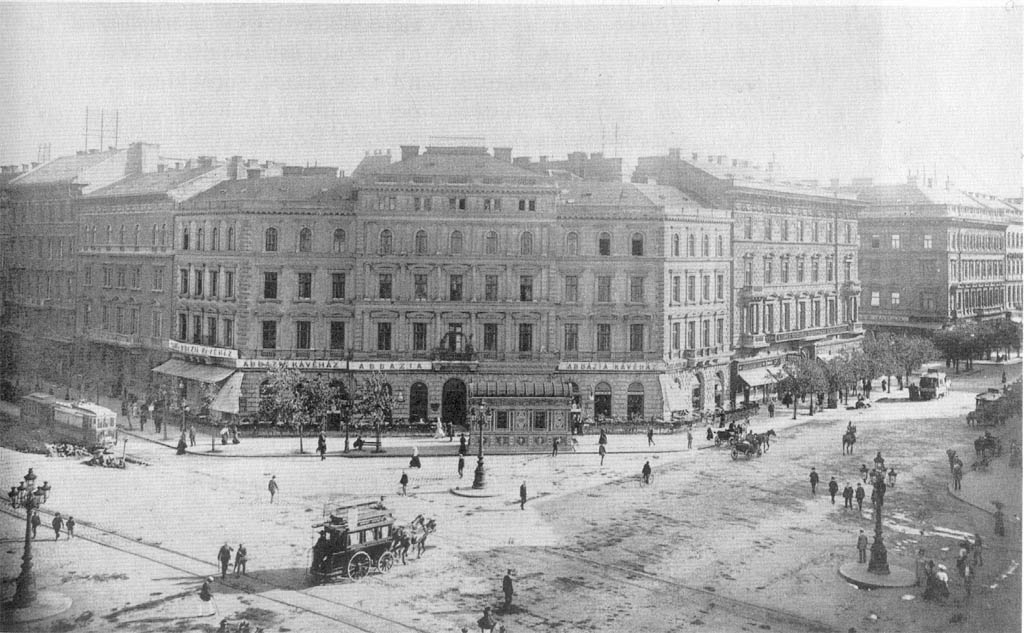
Az Oktogon 1900 körül. Középen az Abbázia kávéház
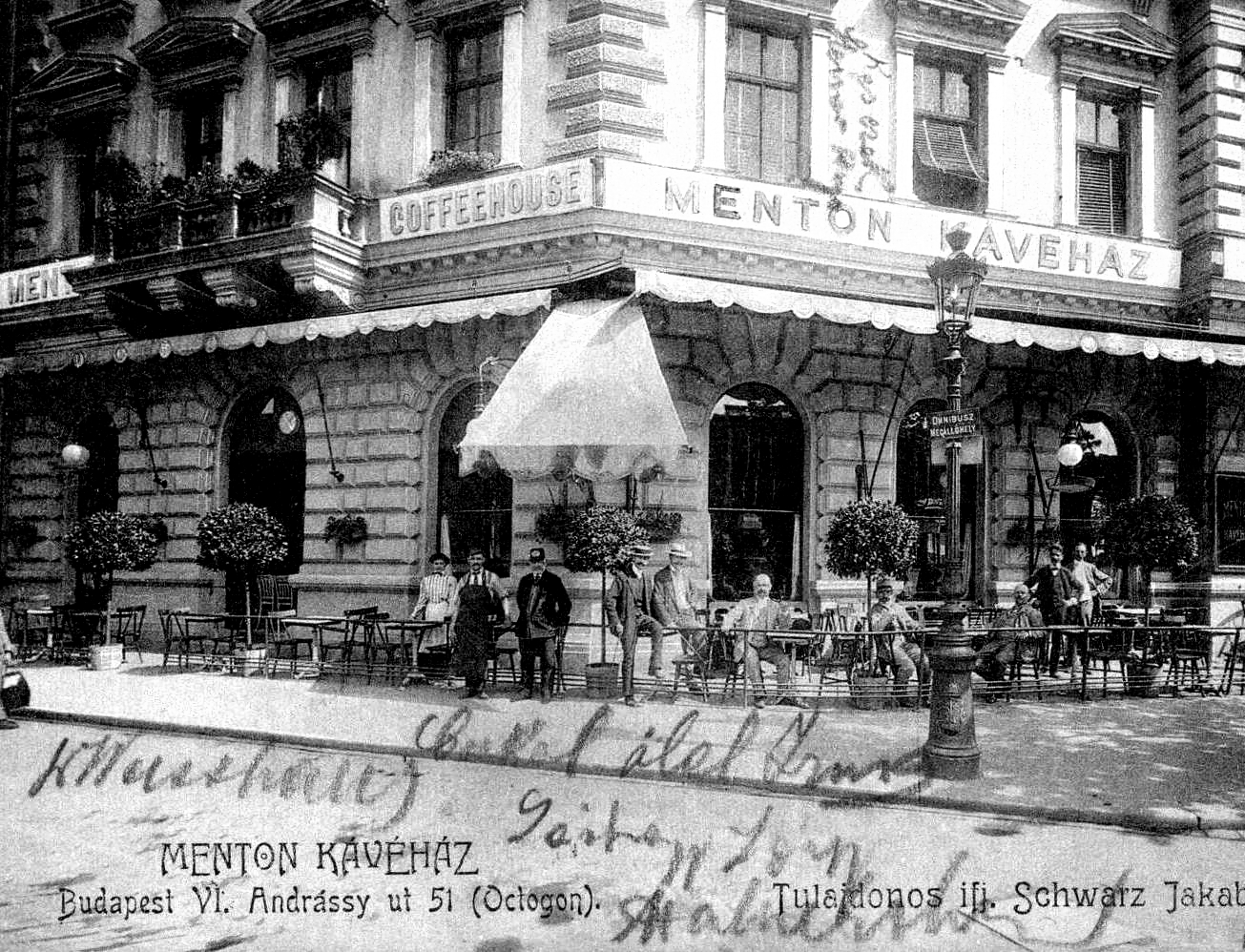
A Menton kávéház terasza az Oktogonon 1910 körül